# Femöresföreningen
Femöreföreningen var ett sällskap för "inrättande och underhållande af barnhem i svenska Lappmarken", som bildades 8 april 1864, på förslag av dåvarande pastorn vid Franska reformerta församlingen i Stockholm H. Roehrich.
Medlemsavgiften uppgick till 5 öre i veckan. Insamlade medel överfördes till Svenska missionssällskapet.
Föreningens inkomster för 1865 var 12 800 kr. Med de medlen bekostades barnhem i Bäsksele, Vittangi och Karesuando.